# Wolfgang Schenck (acteur)
Pour les articles homonymes, voir Wolfgang Schenck.
 (janvier 2013).
Wolfgang Schenck (né le 22 novembre 1934) est un acteur et metteur en scène allemand. Il est le frère de Jochen Schenck (de).

## Biographie
Schenck commença sa carrière d'acteur en 1957 comme membre de la troupe théâtrale Niederdeutsche Bühne Bremen au Waldau-Theater. Au milieu des années 1960, il délaisse le Waldau-Theater pour le Theater am Goetheplatz afin de soutenir le directeur du théâtre, Kurt Hübner. C'est là qu'il travaillera pour la première fois avec Peter Zadek, Johannes Schaaf et Rainer Werner Fassbinder. Il y obtiendra notamment son premier rôle au théâtre en interprétant le personnage de Gottfried dans la pièce Liberté à Brême.
Il reprendra d'ailleurs ce rôle dans l'adaptation télévisée éponyme réalisée par Fassbinder en 1972. Durant le même temps, il changea encore de théâtre pour le théâtre de Bochum, où il jouera, sous la direction de Fassbinder et au côté de Hanna Schygulla le rôle-titre de la pièce Liliom. Schenk joua dans un grand nombre de films et de productions télévisuelles de Fassbinder, avec notamment le rôle de Franz dans la série en cinq parties Huit heures ne font pas un jour, celui de Franz Hahn dans Le Monde sur le fil ou bien encore le rôle de Baron von Instetten dans Effi Briest. Il eut également un rôle de guest-star dans un autre film de Fassbinder, Berlin Alexanderplatz. En ce qui concerne ses autres films et activités télévisuelles, on compte de nombreux rôles dans des séries télévisées allemandes comme Tatort, Polizeiruf 110 et Das Duo ainsi que dans la comédie cinématographique Mau Mau.
En ce qui concerne sa carrière de comédien et de metteur en scène, il est en activité depuis 1986 au Ohnsorg-Theater, théâtre dans lequel son grand frère Jochen Schenck est lui aussi en activité depuis 1956.
Wolfgang Schenck est, enfin, actif à la NDR en tant que lecteur et metteur en scène de pièces radiophoniques.

## Filmographie
- 1968 : Vier Stunden von Elbe 1
- 1972 : Liberté à Brême
- 1972-1973 : Huit heures ne font pas un jour
- 1973 : La Tendresse des loups
- 1973 : Le Monde sur le fil
- 1974 : Effi Briest
- 1974 : Martha
- 1980 : Berlin Alexanderplatz
- 1986 : Tatort
- 1987 : Großstadtrevier
- 1992 : Mau Mau
- 1993 : Adelheid und ihre Mörder
- 1995 : Stubbe – Von Fall zu Fall
- 1999 : Polizeiruf 110
- 2001 : Küstenwache
- 2006 : Das Duo